# Smilium peronii
Smilium peronii är en kräftdjursart. Smilium peronii ingår i släktet Smilium och familjen Scalpellidae. Inga underarter finns listade i Catalogue of Life.